# These Are the Ways
These Are the Ways è un singolo del gruppo musicale statunitense Red Hot Chili Peppers, pubblicato il 7 giugno 2022 come quinto estratto dal dodicesimo album in studio Unlimited Love.

## Video musicale
Il video, diretto da Malia James, è stato reso disponibile sul canale YouTube del gruppo il 31 marzo 2022.

## Formazione
Hanno partecipato alle registrazioni, secondo le note di copertina di Unlimited Love:
Gruppo
- Anthony Kiedis – voce
- John Frusciante – chitarra, voce
- Flea – basso
- Chad Smith – batteria

Produzione
- Rick Rubin – produzione
- Ryan Hewitt – registrazione, missaggio
- Bo Bodnar – ingegneria del suono
- Phillip Broussard Jr. – ingegneria del suono
- Jason Lader – ingegneria del suono
- Ethan Mates – ingegneria del suono
- Dylan Neustadter – ingegneria del suono
- Jonathan Pfarr – assistenza all'ingegneria
- Chaz Sexton – assistenza all'ingegneria
- Chris Warren – assistenza tecnica
- Henry Trejo – assistenza tecnica
- Lawrence Malchose – assistenza tecnica
- Charlie Bolois – assistenza tecnica
- Chris Warren – tecnico gruppo
- Henry Trejo – tecnico gruppo
- Sami Bañuelos – assistenza gruppo
- Bernie Grundman – mastering (LP)
- Vlado Meller – mastering (CD, download digitale)
- Jermey Lubsey – assistenza al mastering (CD, download digitale)

## Classifiche
| Classifica (2022)                | Posizione massima |
| -------------------------------- | ----------------- |
| Stati Uniti (alternative)        | 28                |
| Stati Uniti (mainstream rock)    | 27                |
| Stati Uniti (rock & alternative) | 38                |